# 詹姆斯·愛德華·穆爾
詹姆斯·愛德華·穆爾（英語：James Edward Moore；1902年11月19日—1986年1月28日），美國陸軍退役上將，官至歐洲盟軍最高司令部上將參謀長，在美國統治琉球時期曾任第一代中將高級專員。

## 生平
1902年出生在麻薩諸塞州新伯福。1924年畢業於西點军校，任官少尉，1929年晉升中尉、1935年則升為上尉。1941年第二次世界大戰爆發，他於同年晉升少校及中校，擔任第35步兵師參謀長及第30步兵師參謀長，1942年晉升上校後，歷任第12軍參謀長；第四軍團參謀長和第九軍團參謀長等職，前往歐洲戰場期間，曾參加1944諾曼第登陸，戰後於1946年至1947年間擔任第二軍團副參謀長。
1947年，穆爾昇任准將，同年至1948年間擔任美國太平洋陸軍南部軍區司令，1948—1950年間任職於美國陸軍部長總參謀部，1950—1951年任第10山地師師長、1953—1955年任美國陸軍戰爭學院院長。
1955年在琉球列島美國民政府中擔任民政副長官，兼任第9軍軍長。1957年，民政府設置高級專員制度，穆爾擔任第一任高級專員。在任期間，推行軍事用地強制接收的政策，引起了琉球人的大規模反基地運動——全島鬥爭。他推行反共政策，對煽動全島鬥爭的沖繩人民黨進行壓制。1954年，發生人民黨事件，穆爾將擔任那霸市長的人民黨重要人物瀨長龜次郎罷免官職。1961年辭職，後擔任歐洲盟軍最高司令部上將參謀長。
1986年逝世，葬於阿靈頓國家公墓。